# Hamburg Freezers

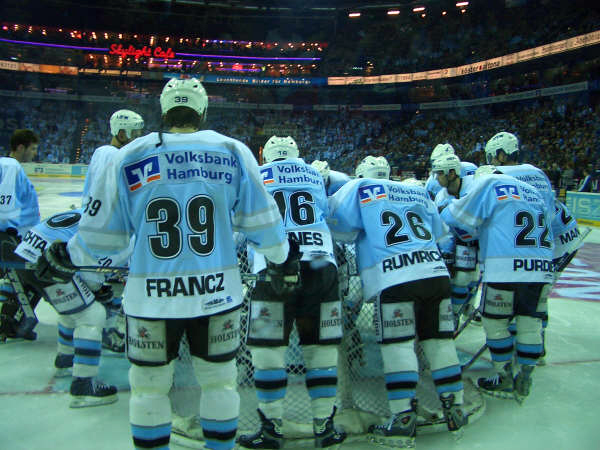
Freezers durante un match del 2006.

Gli Hamburg Freezers sono stati una squadra di hockey su ghiaccio militante nella DEL, le cui gare casalinghe venivano disputate ad Amburgo alla Color Line Arena. Originariamente conosciuti come Munich Barons dal 1999 al 2002, il proprietario Philip Anschutz decise di spostare la squadra ad Amburgo per motivi economici il 3 giugno 2002 e rinominò la squadra Freezers.
 La società è stata ufficialmente sciolta il 24 maggio 2016 per l'impossibilità da parte di Anschutz di gestire la proprietà di due club militanti nella stessa lega (il secondo è Berlino).
Il portiere degli Anaheim Ducks Jean-Sebastien Giguere giocò per i Freezers durante il lockdown della NHL (2004-05) disputando sei partite e parando con il 92,5% (2,39 gol a partita).